# Franc djiboutià
El franc de Djibouti (francès: Franc-Djibouti; àrab: فرانك جيبوتي, frank jībūtī) és la unitat monetària de Djibouti. El codi ISO 4217 és DJF i s'utilitza l'abreviació Fdj. Normalment els francs se subdivideixen en 100 cèntims (centimes / سنتيمات, santīmāt; singular, centime / سنتيم, santīm), però en aquest cas la fracció no s'utilitza.
Es va crear el 20 de març de 1949 en substitució del franc francès, quan Djibouti encara era una colònia de França, l'aleshores anomenat Territori de la Costa Francesa dels Somalis. Des del començament se'n va dir, en francès, Franc de Djibouti o, més comunament, Franc-Djibouti.
Emès pel Banc Central de Djibouti (Banque Centrale de Djibouti / البنك المركزي الجيبوتي, al-Bank al-Markazī al-Jībūtī), en circulen monedes d'1, 2, 5, 10, 20, 50, 100 i 500 francs, i bitllets de 1.000, 2.000, 5.000 i 10.000 francs.

## Taxes de canvi
- 1 EUR = 216,932 DJF (5 d'abril del 2006)
- 1 USD = 177,721 DJF (taxa de canvi fixa)

La taxa de canvi respecte del dòlar dels Estats Units es manté fixa des del 13 de febrer del 1973.